# 渡部一治
渡部 一治（わたべ かずはる、1956年1月20日 - ）は、愛媛県今治市出身の元アマチュア野球選手（内野手、外野手）である。

## 人物・来歴
今治西高等学校では甲子園に4回出場。1971年夏の選手権は右翼手として出場。1年上の徳丸謙一（愛媛相互銀行）、同期の矢野隆司両投手を擁し2回戦に進むが、鹿児島玉龍高に敗退。翌1972年春の選抜は2回戦で倉敷工に敗れる。他の1年上のチームメイトに二塁手の木村富士夫がいた。1973年春の選抜は三塁手、四番打者として準々決勝に進むが、作新学院の江川卓に完封負け。同年夏の選手権は、準決勝で植松精一らを打の主軸とする静岡高に敗退。直後の日韓親善高校野球にも参加した。
駒澤大学に進学。東都大学野球リーグでは在学中6回の優勝を経験、1977年には春秋季連続優勝に貢献する。春季リーグでは最高殊勲選手、ベストナイン（三塁手）に選出され、秋季リーグでもベストナインに連続で選ばれた。同年の第26回全日本大学野球選手権大会でも優勝を果たし、第6回日米大学野球選手権大会日本代表となる。大学同期にエースの尾藤福繁、二塁手の山本文博、1年下に遊撃手の石毛宏典がいた。
卒業後は社会人野球の日本鋼管福山に入社。1980年の社会人野球日本選手権では三塁手として起用され、田村忠義の好投もあって決勝に進み、日本楽器を4-2で降し、初優勝を飾った。同大会では14打数6安打3打点の好記録で優秀選手賞を獲得。1982年の都市対抗でも四番打者、遊撃手として決勝に進む。田村と住友金属の石井毅との投げ合いになるが4-5で惜敗、準優勝にとどまる。その後も中心打者として活躍を続け、1987年の都市対抗では10年連続出場選手として表彰を受ける。1993年からはNKKとなったチームで監督を務めた。